# Partidul Liberal (Republica Moldova)
Partidul Liberal este un partid politic de dreapta unionist din Republica Moldova. Partidul Liberal (PL) este succesorul de drept al Partidului Reformei, constituit la 5 septembrie 1993. Președintele partidului este Dorin Chirtoacă, președintele de onoare este fondatorul partidului, Mihai Ghimpu, iar prim-vicepreședinte este Corina Fusu.

## Istoricul partidului

### Partidul Reformei
Conferința de constituire a Partidului Reformei (PR) a avut loc la 5 septembrie 1993. Congresul a adoptat statutul și programul PR. În funcția de președinte al partidulul a fost ales Anatol Șalaru, care a exercitat funcția până în 1997.  Partidul s-a constituit drept o formațiune politică de centru-dreapta cu platforma creștin-democrată. 
În anul 1998, Mihai Ghimpu a fost ales președintele Partidului Reformei.  
La alegeri parlamentare din 1998 partidul a obținut 0.54% voturi și nu a trecut pragul electoral. La scrutinul parlamentar din 2001 PR a constituit blocul electoral «Credință și Dreptate» împreună cu Partidul Național Român, acumulând 0.67% din sufragii, iar la alegerile parlamentare din 2005 nu a luat parte.

### Partidul Liberal
La 24 aprilie 2005, a și-a ținut lucrările al doilea Congres al Partidului Reformei. Congresul a decis schimbarea denumirii formațiunii din Partidul Reformei în Partidul Liberal (PL), a adoptat Statutul și Programul PL în redacție nouă, a aprobat noua siglă a formațiunii și a ales în funcția de președinte al partidului pe Mihai Ghimpu .
La alegerile anticipate pentru funcția de primar general al municipiului Chișinău din 25 noiembrie 2005 candidatul acestui partid, Dorin Chirtoacă, a acumulat 25,1 % din sufragii, plasându-se pe locul 2 (alegerile n-au fost validate din cauza prezenței extrem de scăzute la vot - cca 20% din alegători). Ulterior la alegerile locale din 2007, a obținut 11 din cele 51 de mandate în consiliul municipal Chișinău. Candidatul Partidului Liberal, Dorin Chirtoacă s-a calificat în turul al doilea de scrutin, în care l-a învins pe candidatul comuniștilor Veaceslav Iordan cu o diferență de 22 de procente.
La alegerile parlamentare din aprilie 2009 Partidul Liberal obține 13.13 % de voturi și 15 mandate în Parlament. La alegerile anticipate din iulie 2009, PL a acumulat 14.68 la sută din sufragii și este reprezentat în Parlament de 15 deputați. La 8 august 2009, împreună cu Partidul Liberal Democrat din Moldova (PLDM), Partidul Democrat din Moldova (PDM) și Alianța Moldova Noastră (AMN), Partidul Liberal formează noua coaliție majoritară din Parlament — Alianța pentru Integrare Europeană (AIE). Ca urmare, președintele PL Mihai Ghimpu a fost ales președintele Parlamentului, iar în componența guvernului AIE au intrat 5 miniștrii PL: Ion Negrei — viceprim-ministru, Anatol Șalaru — ministrul transporturilor și infrastructurii drumurilor, 
Vitalie Marinuța — ministrul apărării, Ion Cebanu — ministrul tineretului și sportului, Gheorghe Șalaru — ministrul mediului.
La 26 septembrie 2010, a avut loc cel de-al treilea congres al Partidului Liberal. Mihai Ghimpu a fost reales în fruntea Partidului Liberal. Congresul a ales trei prim-vicepreședinți — Dorin Chirtoacă, Anatol Șalaru, Ion Hadârcă și patru vicepreședinți — Corina Fusu, Boris Vieru, Valeriu Munteanu și Vlad Lupan. De asemenea, congresul a adoptat un nou Program al PL-ului. La lucrările congresului au participat peste 2000 de delegați.
La alegerile parlamentare din 2010, PL a obținut 9.96% din voturi și 12 mandate de deputat în Parlamentul Republicii Moldova. După alegeri, la 30 decembrie 2010, Partidul Liberal, Partidul Liberal Democrat din Moldova și Partidul Democrat din Moldova au demnat acordul de constituire noii majorități parlamentare - Alianța pentru Integrare Europeană II. În componența guvernului AIE II au intrat 5 miniștrii PL: Mihai Moldovanu — viceprim-ministru, Anatol Șalaru — ministrul transporturilor și infrastructurii drumurilor, Vitalie Marinuța — ministrul apărării, Ion Cebanu — ministrul tineretului și sportului (până la 6 februarie 2013), Octavian Țîcu — ministrul tineretului și sportului (din 26 februarie 2013), Gheorghe Șalaru — ministrul mediului.
Pe 9 martie 2011, președintele Partidului Liberal, Mihai Ghimpu și președintele Mișcării Acțiunea Europeană (MAE), Veaceslav Untilă, au semnat Acordul de fuziune a PL și MAE. 

### Consiliul de Reformare a Partidului Liberal
La 12 aprilie 2013, 31 de membri ai Partidului Liberal, printre care 7 deputați și 2 miniștri, au anunțat că s-au reunit în Consiliul de Reformare al Partidului Liberal (CRPL). Membrii CRPL au solicitat organizarea Congresului extraordinar al partidului pentru alegerea prim-vicepreședintelui Dorin Chirtoacă în funcția de președinte al partidului.
La 13 aprilie 2013, Consiliul Republican al PL a exclus din rândurile partidului «pentru trădare» 5 deputații-liberali, care s-au alăturat Consiliului de Reformare și și-a retras susținearea politică pentru ministrul apărării, Vitalie Marinuța și ministrul mediului, Gheorghe Șalaru.
La 30 mai 2013, liderii PLDM, PDM și președinte fracțiunii parlamentare PL au semnat acordul de constituire al Coaliției Pro-Europene. Partidul Liberal a trecut în opoziție.
La 22 iunie 2013, Consiliul de Reformare al PL a anunțat că renunță la ideea de reformare a Partidului Liberal și au decis să-și creeze propriul partid — Partidul Liberal Reformator, al căruia congres de constituire a avut loc la 15 decembrie 2013. 

## Simbolistică
Simbolul permanent al partidului reprezintă conturul spațiului românesc din perioada interbelică (1918-1940) în care este proiectată reprezentarea mișcării în aceeași direcție a doi oameni uniți, unul dintre ei ținând în mână o stea care simbolizează scopul Partidului Liberal de integrare europeană, euro-atlantică a Republicii Moldova prin unirea cu România, înconjurați de o curbă convexă închisă formată de stele ce reprezintă țările membre ale Uniunii Europene, iar semicercul este închis de inițialele Partidului Liberal – PL. În dreapta este plasată inscripția cu denumirea partidului.

## Doctrina
Partidul Liberal este o formațiune politică liberală, care militează pentru respectarea drepturilor și libertăților fundamentale ale omului, consolidarea democrației, a statului de drept și a economiei de piață. În activitatea sa PL va contribui la afirmarea noii clase politice liberale, va conlucra cu alte partide politice, precum și cu societatea civilă pentru susținerea și promovarea valorilor liberale, pentru integrarea Republicii Moldova în cadrul Uniunii Europene.

## Conducerea
- Mihai Ghimpu, președinte de onoare
- Sergiu Revenco, secretar general
- Corina Fusu, prim-vicepreședinte
- Veronica Herța, vicepreședinte
- Mihai Moldovanu, vicepreședinte

## Rezultate electorale

### Alegeri prezidențiale
| Anul alegerilor | Candidat              | Voturi | Primul tur (%) | Al doilea tur (%)   | Rezultat   |
| --------------- | --------------------- | ------ | -------------- | ------------------- | ---------- |
| mai 2009        | Boicot                | Boicot | Boicot         | Boicot              | Boicot     |
| noiembrie 2009  | susț. Marian Lupu     | 53     | 53,53%         | 53,53%              | A pierdut  |
| 2011            | susț. Marian Lupu     | 59     | 59,59%         |                     | A pierdut  |
| 2012            | susț. Nicolae Timofti | 62     | 61,39%         | Ales din primul tur | A câștigat |
| 2016            | Mihai Ghimpu          | 25.490 | 1,80%          |                     | A pierdut  |
| 2020            | Dorin Chirtoacă       | 16.145 | 1,20%          |                     | A pierdut  |

### Alegeri parlamentare
| Anul alegerilor | voturi  | % din voturi | mandate obținute | +/-  |
| --------------- | ------- | ------------ | ---------------- | ---- |
| 1994            | 41.980  | 2,36         | 0 / 101          |      |
| 1998            | 8.844   | 0,54         | 0 / 101          | ▬    |
| 2001*           | 10.686  | 0,67         | 0 / 101          | ▬    |
| aprilie 2009    | 201.079 | 13,13        | 15 / 101         | ▲ 15 |
| iulie 2009      | 232.108 | 14,68        | 15 / 101         | ▬    |
| 2010            | 171.336 | 9,96         | 12 / 101         | ▼ 3  |
| 2014            | 154.518 | 9,67         | 13 / 101         | ▲ 1  |
| 2019            | 17.743  | 1,75         | 0 / 101          | ▼13  |
| 2021**          | 7.216   | 0,49         | 0 / 101          | ▬    |

*Notă: În 2001 a participat în cadrul Blocul electoral „Credință și Dreptate”
**Notă: În 2021 a participat în cadrul Alianței pentru Unirea Românilor

### Alegeri locale

#### Consilii raionale și municipale
| Anul alegerilor | voturi  | % din voturi | mandate obținute | +/- |
| --------------- | ------- | ------------ | ---------------- | --- |
| 1995*           | 230.775 | 19,67        | 252 / 1263       |     |
| 2003*           | 247.205 | 19,98        | 227 / 1126       |     |
| 2007            | 28.314  | 2,46         | 22 / 1103        |     |
| 2011            | 223.268 | 16,19        | 130 / 1120       |     |
| 2015            | 162.446 | 12,62        | 92 / 1116        | ▼38 |
| 2019            | 21.712  | 2,02         | 4 / 1108         | ▼88 |
| 2023            |         | 0,09         | 1 / 1086         | ▼3  |

Notă: În 1995 și 2001 a participat în cadrul Alianței Forțelor Democratice (rezultatele sunt pentru întreaga alianță) și respectiv, Alianței Social-Liberale Moldova Noastră

#### Consilii orășenești și sătești
| Anul alegerilor | voturi  | % din voturi | mandate obținute | +/-  |
| --------------- | ------- | ------------ | ---------------- | ---- |
| 1995*           | 238.271 | 21,43        | 2333 / 10597     |      |
| 2003*           | 215.823 | 20,47        | 2402 / 10841     |      |
| 2007            | 20.789  | 2,05         | 163 / 10621      |      |
| 2011            | 130.941 | 11,79        | 1162 / 10630     |      |
| 2015            | 87.001  | 8,18         | 729 / 10564      | ▼433 |
| 2019            | 8.558   | 0,93         | 68 / 10472       | ▼661 |
| 2023            |         |              | 31 / 9972        | ▼37  |

Notă: În 1995 și 2001 a participat în cadrul Alianței Forțelor Democratice (rezultatele sunt pentru întreaga alianță) și respectiv, Alianței Social-Liberale Moldova Noastră

#### Primari
| Anul alegerilor | primari | % din total | mandate obținute | +/- |
| --------------- | ------- | ----------- | ---------------- | --- |
| 1995*           | 83      | 10,36       | 83 / 803         |     |
| 2003*           | 191     | 21,27       | 191 / 628        |     |
| 2007            | 13      | 1,45        | 13 / 895         |     |
| 2011            | 96      | 10,69       | 96 / 898         |     |
| 2015            | 51      | 5,68        | 51 / 898         | ▼45 |
| 2019            | 2       | 0,22        | 2 / 898          | ▼49 |
| 2023            | 3       |             | 3 / 898          | ▲1  |

Notă: În 1995 și 2001 a participat în cadrul Alianței Forțelor Democratice (rezultatele sunt pentru întreaga alianță) și respectiv, Alianței Social-Liberale Moldova Noastră

Locale 1995
Locale 2003
Parlamentare 2009
Parlamentare anticipate 2009
Parlamentare 2010
Locale 2011
Parlamentare 2014
Locale 2015